# 부다페스트 노면전차

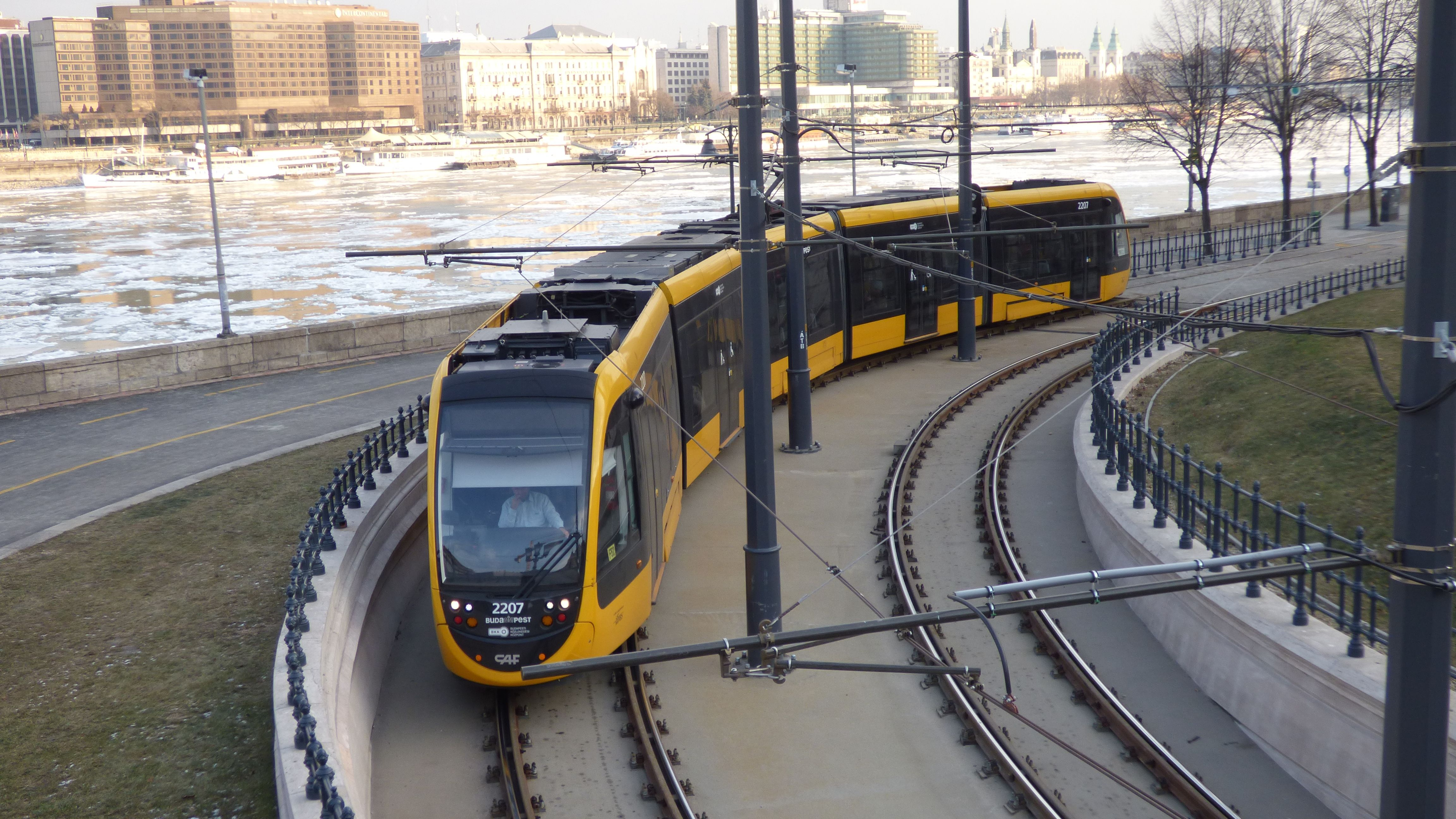
부다페스트 노면전차

부다페스트 노면전차(헝가리어: Budapest villamosvonal-hálózata)는 헝가리 부다페스트에서 운영되고 있는 노면전차 시스템이다. 노면전차 노선은 버스 노선에 이어 대중 교통 시스템에서 두 번째로 중요한 중추 역할을 하며, 부다페스트 지하철보다 매년 약 1억 명 더 많은 승객을 수송한다. 1866년부터 운영된 부다페스트 노면전차 네트워크는 노선 길이 기준으로 세계에서 가장 큰 트램 네트워크 중 하나이며 총 노선의 174km(108마일)에서 운행된다. 세계에서 가장 분주한 노면전차다.
35개의 정기 노선(26개의 본선과 9개의 보조 노선)과 부다페스트 톱니바퀴 철도 (60번 노선으로 표시됨)로 구성되어 있다.